# نوپسرها آتریما
نوپسرها آترّیما یک گونه سوسک از خانوادهٔ سوسک‌های شاخک‌دراز است. استفان فون برونینگ در سال ۱۹۶۷ آن را توصیف و بررسی کرد.